# Шугар, Рональд
Рональд Д. Шугар (англ. Ronald D. Sugar; род. 30 июля 1948, Торонто) — американский бизнесмен. С 2003 по 2009 год занимал пост председателя совета директоров и главного исполнительного директора корпорации Northrop Grumman. 1 августа 2018 года он был единогласно избран независимым председателем совета директоров Uber.

## Биография
Рональд Д. Шугар родился 30 июля 1948 года. В 1971 году получил степень доктора философии по электротехнике в Калифорнийском университете в Лос-Анджелесе, а в 1968 году окончил Калифорнийский университет в Лос-Анджелесе с отличием.

### Карьера
Шугар занимал должность президента и главного операционного директора компании TRW Aerospace and Information Systems. С 2000 по 2001 год занимал должность президента и главного операционного директора компании Litton Industries. Затем с 2001 по 2003 год он был президентом и главным операционным директором корпорации Northrop Grumman, а с 2003 по 2009 год — её председателем и генеральным директором. Его сменил Уэсли Г. Буш.
Шугар также является директором корпорации Chevron с 2005 года и Apple Inc. с 2010 года.

### Награды и премии
За большой вклад в создание передовых систем космической связи и лидерство в инновационных аэрокосмических программах Шугар был избран членом Национальной инженерной академии.

## Филантропия
Он является членом попечительского совета Университета Южной Калифорнии.